# Aprendizaje en red
El aprendizaje en red es el proceso de desarrollo y establecimiento de vinculaciones interpersonales mediadas por la información en una comunicación que permite el respaldo recíproco en la construcción mancomunada de conocimiento. La clave de esta definición es el de conexiones que implican instancias en las cuales el aprendizaje se alcanza en la comunicación con otros contando con los recursos informáticos correspondientes.

## Definición y origen

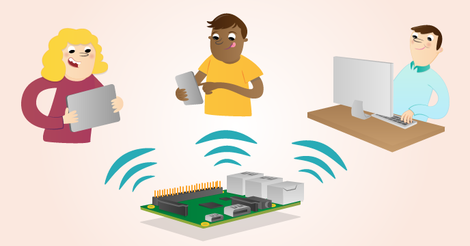
Red de personas usuarias por medio de computadores conectados.

Aprendizaje en red es un entramado de vínculos sociales mediados por la tecnología y en la medida que se oriente a la construcción colaborativa de conocimientos, se despliega como “red de aprendizaje”. Las interconexiones le otorgan al aprendizaje profundidad, agilidad, rapidez y eficacia.
Las tecnologías de la información y la comunicación promueven conexiones entre individuos que comparten una situación de estudio: los estudiantes se relacionan entre sí, con sus tutores o docentes y/o con la comunidad de aprendizaje y sus recursos.
Son consideradas “redes de aprendizaje” aquellas comunidades constituidas a través de entornos mediados por tecnología y gracias a su contribución sus participantes desarrollan sus competencias en mutua colaboración al compartir información, por lo que se entiende que las redes de aprendizaje están conformadas por personas que comparten un interés específico como nodo puntual de interacción, buscando enriquecer la experiencia de aprendizaje tanto en contextos de educación formal (instituciones y organizaciones), como en ámbitos no formales (como las redes de consulta y colaboración espontánea entre tantos otros casos).
Para algunos autores, el aprendizaje en red no tiene sentido alguno si no se valora el aprendizaje a través de la cooperación, la colaboración, el diálogo y/o la participación en  comunidad porque asumen que el aprendizaje en general y el aprendizaje en red, en particular, es un hecho social que se potencia a partir las posibilidades facilitadas por las tecnologías de la información y la comunicación.
Uno de los principales beneficios del aprendizaje en red es que simplifica la cooperación entre pares, estimula la experimentación, reflexión y la generación de conocimientos individuales y colectivos, favoreciendo la conformación de un ciberespacio de inter creatividad, que contribuye a crear un entorno de aprendizaje colaborativo.

## Historia

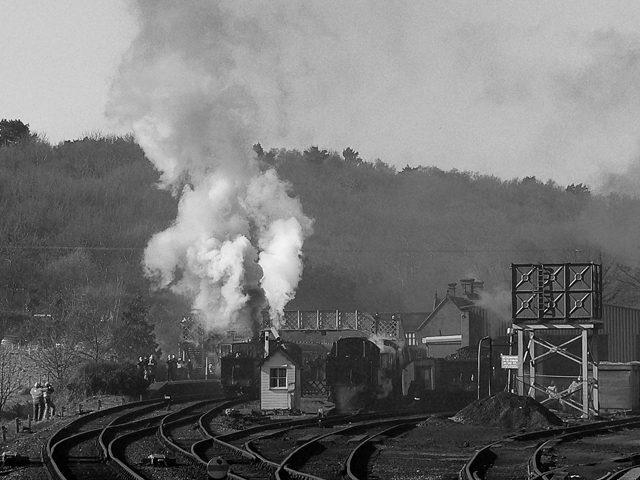
Estación de Weybourne Station & Yard - Los tendidos ferroviarios inspiran las primeras teorías sobre redes

Las teorías de redes y de aprendizaje en red se remontan al siglo XIX cuando se consideraban las implicancias de las infraestructuras en red como las del telégrafo y el ferrocarril. En los años 70 el término es retomado por la obra crítica de Ivan Illich, "Desescolarización de la Sociedad". Más recientemente, el concepto se resignifica a partir de la masificación de los medios de comunicación interactivos que se desarrollaron a través de Internet.
Década de 1970
En 1971, Ivan Illich imaginó  a las "redes de aprendizaje" como una forma de aprendizaje que podía responder las necesidades de aquel entonces, señalando que si bien la palabra "Red" solía utilizarse para referir a canales reservados para la circulación de cierto material seleccionado por otros (para el adoctrinamiento, la instrucción o el entretenimiento), también podía ser utilizado para describir redes como las de las líneas telefónicas o del servicio de correo postal, que eran redes accesibles para todas las personas que necesitaran comunicarse con otras. A falta de un término mejor para describir una red de este tipo, y liberarla de toda connotación negativa, utilizaría el término "red educativa".
Ya en esta década, el “Instituto para el Futuro” en Menlo Park en California, experimentó con prácticas de aprendizaje en red basadas en conferencias por computadora mediadas por Internet. Muy pronto Hiltz y Turoff, dos pioneros en el uso de Internet con propósitos educativos, publicaron la experiencia y la vincularon directamente con sus posibilidades educativas.
Década de 1980
A fines de esta década, el Dr. Charles A. Findely, lideró un proyecto de colaboración en una red de aprendizaje en la Digital Equipment Corporation en la costa este de los Estados Unidos. El proyecto llevó a cabo el análisis de tendencias y el desarrollo de prototipos para entornos de aprendizaje colaborativo, lo cual conformó un punto de partida para la posterior investigación y desarrollo de lo que denominaron "red de aprendizaje colaborativo" (Collaborative Networked Learning, CNL) y "trabajo de aprendizaje colaborativo" (Collaborative Learning-Work, CLW).
Más adelante, la idea de que Internet podría mejorar las oportunidades para el aprendizaje a través del desarrollo de redes fue considerada por varios autores a fines de los años 80 y principios de la década de 1990. Se sugería por entonces que los estudiantes tendrían oportunidad de acceder tanto a la educación formal e informal de manera ubicua porque el "alumno en red" sería un participante activo que podría aprender tanto con sus pares como de expertos a los que tendría acceso.
Década de 1990
A lo largo de la década del 90, la masificación de Internet como medio de comunicación y acceso a la información ha influido en el crecimiento de las prácticas de aprendizaje en red. Durante los primeros años, dado que la conectividad era más restringida y el ancho de banda era mucho más limitado, las comunicación entre los participantes se encontraba predominantemente basada en el texto escrito y aun faltarían algunos años para que se expandiera el uso de otros recursos propios del medio digital como el hipertexto y los formatos audiovisuales.
En 1991 Jean Leave y Etienne Wenger introducen el concepto de aprendizaje situado en el que se ejemplifican diferentes formas de aprendizaje en red dentro de un amplio abanico de posibilidades para el aprendizaje informal en el marco de las comunidades de práctica.
Década del 2000
En 2001, Salmon afirmaba que el aprendizaje se construye alrededor de las comunidades de aprendizaje y la interacción, lo cual suponía una extensión del acceso (y de la eficiencia) más allá de las limitaciones espacio-temporales. De esta forma, invitaba a pensar a los sujetos que aprenden como a nodos de una red. En 2004, en asociación con la "Conferencia Internacional de aprendizaje en red" (evento bianual realizado desde 1998) un equipo de investigación de la Universidad de Lancaster en Reino Unido, definió el aprendizaje en red como un aprendizaje en el que “las tecnologías de la información y la comunicación se utilizan para promover conexiones: entre un alumno y otros alumnos, entre alumnos y tutores, entre una comunidad de aprendizaje y sus recursos de aprendizaje”. Aparece así, a partir de esta definición, la consideración de la mediación tecnológica como específica de la noción “aprendizaje en red”.
En 2005, George Siemens publica un artículo de mucha repercusión en el que definía el conectivismo como una teoría del aprendizaje para la era digital. En este artículo, Siemens sostiene que el proceso de aprendizaje en red y producción del conocimiento requieren, en el contexto actual, una nueva teoría del aprendizaje ya que las teorías más difundidas (el conductismo, el cognitivismo y el constructivismo) resultan limitadas.
Década del 2010

En 2010, Jordi Adell Segura junto con Linda Castañeda Quintero incorporan el concepto de Entorno Personal de Aprendizaje (PLE, por sus siglas en inglés Personal Learning Environments). Un PLE es un "conjunto de herramientas, fuentes de información, conexiones y actividades que cada persona utiliza de forma asidua para aprender", es decir, que cada persona utilizará las diferentes herramientas y recursos que ofrece Internet (fuentes de información, blogs, comunidades de aprendizajes, wikis, RSS, etc.), para informarse y aprender sobre un determinado tema. Sin embargo, en esta búsqueda de información que se realiza, no solamente implica ser un usuario pasivo sino, por el contrario, colaborar con la información que circula en la web. El usuario además de lector, se convierte en generador de contenidos, es decir, aporta, consulta, comparte conocimientos, reflexiona, modifica artículos, etc. Por ende, se crean relaciones con los otros usuarios y se construyen los aprendizajes en conjunto. Surgen de esta manera, las Redes Personales de Aprendizaje donde el factor clave son las interacciones comunicativas entre las personas quienes comparten sitios, experiencias y recursos para que cada persona pueda desarrollar e incrementar su PLE.
“Un PLE puede ser visto desde la perspectiva tecnológica y pedagógica como un plataforma basada en las redes sociales, centrada en el aprendiz y diseñada para compartir, colaborar y producir recursos y contenidos a través de procesos de participación distribuida”  

García, I. Gros, B. Noguera, I (2013:p.27)

## Ventajas
La experiencia del aprendizaje en espacios virtuales ha demostrado poseer un enorme potencial para lograr beneficios educativos significativos, tanto para el alumno como para el profesor y para el mismo proceso educativo. Algunas de estas ventajas son:
- Favorecer un aprendizaje activo y centrado en el alumno.
- Ofrecer igualdad de oportunidades a los estudiantes.
- Cambiar las relaciones entre profesores y alumnos.
- Formar comunidades de aprendizaje.
- Ayudar en el manejo del tiempo y a utilizar el espacio de manera óptima.
- Es un proceso basado en texto.

## Tipos de redes de aprendizaje

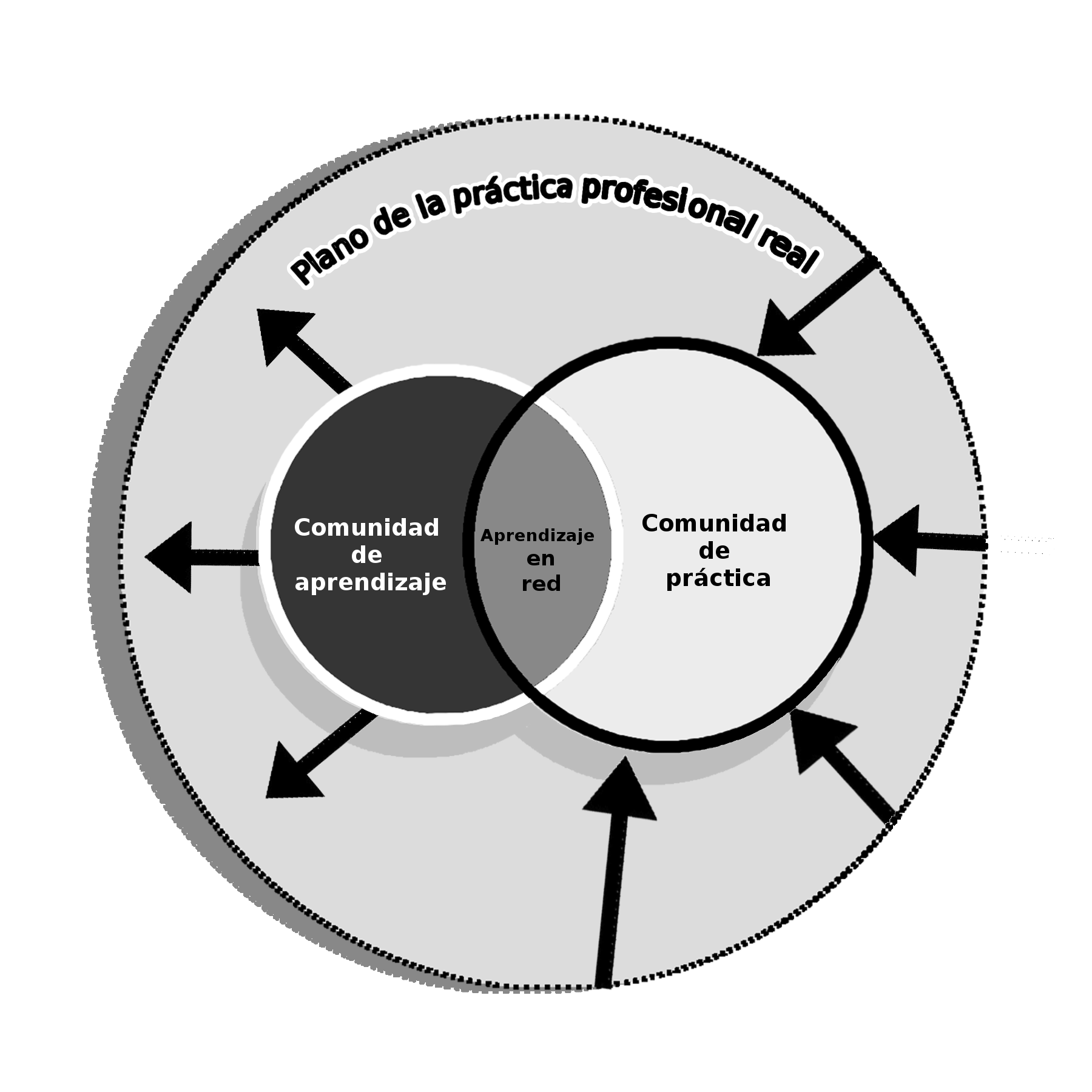
Aprendizaje en Red

Las redes de aprendizaje pueden diferir por diversas razones; por ejemplo, por su grado de formalidad, su articulación con el mundo real o el nivel de autonomía de los participantes. Esto permite establecer diferentes tipos de redes según la forma en que se establecen como comunidades. En cualquier caso, estas comunidades utilizarán siempre medios digitales para comunicarse entre sí y sostener los vínculos sociales. La clasificación más frecuente distingue entre:
- Comunidades de interés: Los participantes se convocan para discutir un tema de interés común, tienen cierto nivel de informalidad y poca intensidad en los vínculos.
- Comunidades de interés guiada por objetivos: En este caso los participantes se reúnen pensando en obtener un producto en un determinado tiempo. Hay un nivel de vínculo y compromiso mayor para la colaboración en la consecución de los objetivos.
- Comunidades de aprendizaje en línea: Los participantes se relacionan en torno a una propuesta de enseñanza (como una carrera o curso de educación en línea), a través de la cual aprenden en colaboración. En este caso, la formación antecede a la práctica profesional. Una comunidad de aprendizaje no es espontánea sino que surge y se sostiene a través de un proyecto pedagógico guiado. En las últimas décadas este proceso se ha profesionalizado dando lugar a una nueva categoría de formación, el eLearning, que aprovecha todas las ventajas de las nuevas tecnologías para proponer al alumno un completo y rico espacio de aprendizaje.
- Comunidades de práctica: Se organizan en torno a profesionales que trabajan casos puntuales o desarrollos específicos en algún campo de saber con actividades similares. Además según algunos autores la producción del saber se realiza en la propia práctica de los contextos de trabajo similares.[27] Es la práctica profesional la que genera la necesidad de aprendizaje (como es el caso de consultas con expertos o entre colegas para resolver problemas concretos de la práctica profesional), de manera tal que los interesados se reúnen en una red de intercambio a través de la cual colaboran espontáneamente entre sí.[28]

En este sentido es importante mencionar los colaboratorio, como centros de investigación distribuidos, son ejemplos de este tipo de redes.

## El aprendizaje colaborativo basado en el computador
El aprendizaje colaborativo basado en el computador es una metodología que intenta verificar cómo las personas pueden aprender de manera conjunta mediante la intermediación de la tecnología computacional o a través de Internet.
Es un concepto introducido por Scardamalia, Bereiter y sus colegas a través de varios artículos que intentan facilitar las claves del aprendizaje basado en el computador en donde el sistema instrumentado permite la construcción de comunidades de conocimiento y discursivas, aprendizaje intencional y procesos expertos.
Según la teoría del constructivismo el estudiante en aprendizaje cooperativo soportado por computadora (CSCL) (el acrónimo inglés de "Computer Supported Cooperative Learning") es un constructor activo de su proceso de aprendizaje, un agente que posee y genera conocimiento. Por otro lado, "la Teoría de Actividad" ofrece un marco teórico que ayuda a identificar los aspectos de naturaleza social y a relacionarlos con los elementos tecnológicos con los que se dota al sistema en cuestión. La Teoría de Actividad (Activity System Theory, TA) nació como un enfoque filosófico para analizar diferentes formas de la práctica humana como procesos de desarrollo, con niveles interrelacionados tanto individuales como sociales. Tiene su origen en la tradición social-histórica rusa que partió de Vigotsky".
Uso de redes sociales para el aprendizaje en red
El rápido crecimiento tecnológico de la humanidad ha provocado que las tecnologías de la información y la comunicación irrumpan en el ámbito educativo. Derivando en un modelo educativo propio de la sociedad contemporánea, conocida como sociedad del conocimiento que fomenta la utilización de una o varias redes sociales por parte de docentes y estudiantes dentro de entornos educativos durante el desarrollo del proceso de enseñanza - aprendizaje. Estas redes se utilizan con el propósito de facilitar el trabajo colaborativo y la transmisión de conocimientos. Su uso en actividades educativas se ha ido incrementando de manera paulatina desde la aparición de las redes sociales, a medida que sus usuarios, mayoritariamente jóvenes, las han convertido en su principal medio de comunicación.
El poder de gestionar información y promover el trabajo colaborativo que tienen las redes sociales, las ubica como una de las principales herramientas para construir el conocimiento científico, sin embargo, para lograr su uso eficiente en el ámbito académico, se deben superar algunas limitaciones. Entre los problemas asociados al uso de redes sociales en los procesos educativos está el desfase generacional, que se produce entre estudiantes (nativos digitales) y docentes que tratan de adaptarse a las nuevas tecnologías. Este problema también se presenta en el entorno familiar del estudiante cuando sus padres no ha tenido la posibilidad de desarrollar su competencia digital.
En lo referente a las normas sociales en torno al aprendizaje en redes sociales, se menciona que ejercen un poderoso impacto en la manera en que los educandos se involucran en las redes sociales. Ellos se ven desafiados con diversas tareas, como compartir conocimientos, subir o bajar archivos, comunicarse, añadir imágenes y navegar menús; pero esto es proporcional a las regulaciones continuas que son definidas en el aula al momento de explorar determinados contenidos educativos. Esto quiere decir que, aunque la facilidad percibida para utilizar estos sistemas, que se define como la capacidad de hacerlo sin esfuerzo, tenga un impacto directo en su uso; esto no es un indicativo de que los jóvenes estén preparados para abordar las redes sociales sin delimitar, mediar o pautar su desplazamiento por la web.
Los estudiantes pueden compartir sus tareas, documentos e información de manera rápida, acceder a recursos de forma universal y comunicarse de manera efectiva en las redes sociales. Sin embargo, nuevamente se recuerda que la percepción de utilidad en estos entornos no es el único  factor que incide directamente en su uso. Los preadolescentes no reciben nociones precisas de como poder navegar adecuadamente en las redes con una intención educativa. Por ello, es propicio regular un desplazamiento seguro de los educandos en las redes sociales y con una ruta trazada de trabajo pedagógico que favorezca a actividades escolares concretas.
Entre las ventajas que puede traer la introducción de las redes sociales en asignaturas de ciencias sociales y humanas, están las siguientes:
- Permiten la transmisión de conocimientos y la colaboración entre personas, y desarrollar las competencias digitales imprescindibles en la actualidad.
- Posibilitan el desarrollo de habilidades y aptitudes para el trabajo en equipo y la importancia de la colaboración.
- Motivan a los estudiantes a la hora de tratar temáticas relacionadas con la asignatura, porque promueven su participación activa y les proporciona oportunidades para desarrollar competencias éticas.
- Promueven su autonomía en cuanto a la búsqueda y selección de material complementario para la asignatura.
- Facilitan herramientas interactivas y eficaces para la enseñanza-aprendizaje (foros, blogs, Facebook, Twitter, YouTube, etc.), fomentando el diálogo y la participación.[40]

## Dinámicas Colaborativas Mediadas por Tecnología (DCMT)
El concepto de DCMT propuesto por Caldeiro refiere a situaciones de aprendizaje en las que una mediación digital promueve la construcción de un saber colectivo, cuyo proceso de elaboración queda registrado en los rastros de los intercambios. La tecnología digital que permite documentar el desarrollo de los intercambios también estructura y devela cuestiones inéditas del trabajo colaborativo como la forma de organización de la tarea, el compromiso, los liderazgos y la naturaleza de los vínculos interpersonales.
Las DCMT tienen  tres dimensiones: la situación de aprendizaje, las características del grupo y el entorno tecnológico. Estos elementos configuran las particularidades de las interacciones grupales.
Al momento de conceptualizar las DCMT, Caldeiro destaca —siguiendo a Begoña Gros—, la definición de colaboración dentro de este marco teórico, y su diferenciación con el término cooperación: mientras este último refiere a la subdivisión de tareas independientes y su posterior ensamble, la colaboración supone una articulación sincrónica en donde se conserva el concepto de un problema común a lo largo de todo el proceso.
En este sentido, el aprendizaje colaborativo en entornos mediados por tecnología necesita de un diseño pedagógico centrado en la actividad, en el cual los recursos y el acompañamiento docente deben estar acompañando la tarea que se les propone a los estudiantes.
Por lo tanto, en la selección de contenidos es necesario resguardar que los mismos resulten necesarios para resolver la actividad y considerar el tipo de interacción que los estudiantes  tendrán con ellos, porque justamente la interacción es parte importante del proceso de aprendizaje.
El las propuestas de procesos de construcción colaborativa, cada miembro del grupo contribuye a la resolución conjunta del problema, la colaboración depende, por ello, del establecimiento de un lenguaje y significados comunes respecto a la tarea, y de una meta común al conjunto de participantes.
En estas propuestas el profesor adquiere un rol fundamental actuando como moderador y coordinador en el grupo de estudiantes de las interacciones en la construcción del conocimiento.
En este enfoque, el docente asume un rol en el que prevalecen las funciones de orientar y acompañar al estudiante a lo largo del proceso y de facilitador que organiza los recursos en pos de promover las formas de interacción más significativas para el aprendizaje.
Características del grupo
Las características de los grupos pocas veces serán similares y dependiendo como los participantes establezcan los vínculos el resultado de la propuesta podrá verse  en el trabajo colaborativo. La interacción es el núcleo del aprendizaje en red y la forma en que se articulen los vínculos entre los estudiantes es fundamental. Al ser propuestas mediadas por el entorno tecnológico, se produciría una “nivelación igualitaria”, que lograría una comunicación más fluida, lo que podría impactar de manera positiva en la construcción de la red de aprendizaje. Por otro lado, respecto a la función docente, esta es tan compleja que “las decisiones tomadas desde la gestión pedagógica serían muy importantes en el impacto de los procesos de trabajo colaborativo, tanto desde el acompañamiento como de las decisiones de tipo organizativas”.